# 1665

## أحداث
- حصار بورندهار في الفترة ما بين 31 مارس و12 يونيو.
- بداية الحرب الإنجليزية الهولندية الثانية في 4 مارس 1665 والتي انتهت في 31 يوليو 1667.
- 4 مارس - بداية الحرب الإنكليزية الهولندية الثانية
- سقوط ممباسا من ايدي البرتغاليين بفضل الإمام سلطان بن سيف اليعربي العماني

## مواليد
- آن ملكة بريطانيا العظمى
- جياكومو فيليبو مارالدي

## وفيات
- بيير دي فيرمات
- نيكولا بوسان